# زمین‌لرزه ۱۹۹۷ اومبریا و مارکه

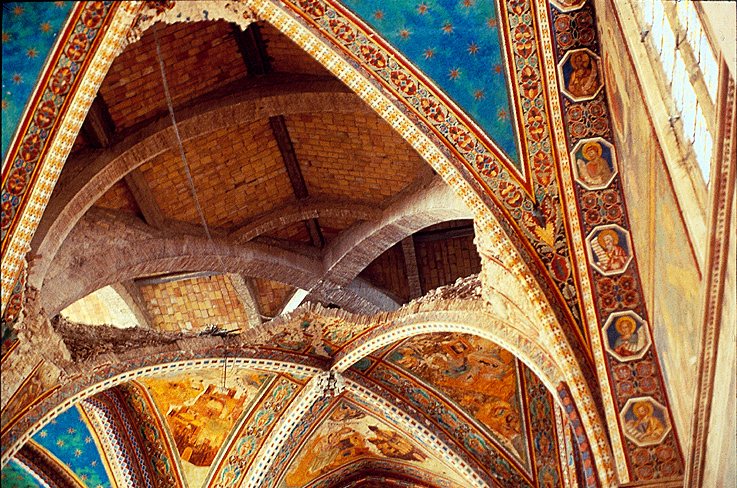
زمین‌لرزه اومبریا و مارکه ریختن سقف

زمین‌لرزه اومبریا و مارکه  در تاریخ ۲۶ سپتامبر ۱۹۹۷ میلادی، برابر با ‎۴ مهر ۱۳۷۶، ساعت ۹:۴۰:۲۶ به زمان یوتی‌سی در ایتالیا ، منطقه اومبریا و مارکه رخ داد. ژرفای این زلزله ۶٫۹ کیلومتر بود، و بزرگی آن ۶ در مقیاس Mw اعلام شده‌است. زمین‌لرزه به وقت محلی در روز جمعه، ساعت ۱۰ روی داده و منطقه زمانی آن یوتی‌سی +۱ بوده‌است (با لحاظ تغییر ساعت تابستانی).
سازمان زمین‌شناسی آمریکا نیز رومرکز این زمین‌لرزه را در مختصات ۴۳°۰۵′۰۲″شمالی ۱۲°۴۸′۴۳″شرقی / ۴۳٫۰۸۴°شمالی ۱۲٫۸۱۲°شرقی و ژرفای آنرا در ۱۰ کیلومتر گزارش کرده‌است. بزرگی برگزیدهٔ این سازمان از میان بزرگیهای محاسبه‌شدهٔ مختلف ۶٫۴ در مقیاس ML بوده و از دید اثر، در میان چهار دسته‌بندی «نامحسوس»، «محسوس»، «زیان‌آور» یا «با تلفات»، زلزله را «با تلفات» اعلام کرده‌است.بیش از ۸۰۰۰۰ ساختمان در زمین‌لرزه خراب شده یا آسیب دیده‌است.
پروژهٔ «تنسور گشتاور مرکزوار» زاویه‌های (راستا، شیب، ریک) گسل سازندهٔ زمین‌لرزه و صفحه عمود بر آنرا (°۱۴۲، °۳۹، °۸۷-) یا (°۳۱۸، °۵۱، °۹۲-) و نوع گسل را «عادی» فرارسانده‌است.
شمار کشتگان زلزله حدود ۱۱ نفر بوده‌است.تعداد زخمیان ۱۰۰ نفر برآورده شده‌است.